# Montdoré
Montdoré ist eine Gemeinde im französischen Département Haute-Saône in der Region Bourgogne-Franche-Comté.

## Geographie
Montdoré liegt auf einer Höhe von 370 m über dem Meeresspiegel, 1,5 Kilometer westlich von Vauvillers und etwa 34 Kilometer nördlich der Stadt Vesoul (Luftlinie). Das Dorf erstreckt sich im nördlichen Teil des Departements, an aussichtsreicher Lage auf einer Anhöhe zwischen den Tälern von Côney im Norden und Superbe im Südosten.
Die Fläche des 7,59 km² großen Gemeindegebiets umfasst einen Abschnitt in der leicht gewellten Landschaft östlich des oberen Saônetals. Der zentrale Teil des Gebietes wird von einem in West-Ost-Richtung verlaufenden, breiten Höhenrücken eingenommen, der die Wasserscheide zwischen Côney und Superbe bildet. Auf der Kuppe des Montdoré wird mit 392 m die höchste Erhebung der Gemeinde erreicht. Weiter im Westen befindet sich die bewaldete Kuppe des Drômont (377 m). Gegen Süden flacht der Höhenrücken nur sehr langsam ab. Landwirtschaftliche Nutzung herrscht hier vor.
Mit einem schmalen Zipfel erstreckt sich das Gemeindeareal nach Norden über das Plateau des Bois de Foignouse bis in die Niederung des Côney. Die nördliche Grenze wird über eine kurze Strecke vom Flusslauf des Côney markiert, der durch eine breite Alluvialebene nach Westen fließt und für die Entwässerung des Gebietes zur Saône sorgt. In geologisch-tektonischer Hinsicht besteht das Gelände im zentralen Teil aus Muschelkalk der mittleren Trias. An verschiedenen Orten treten auch sandig-mergelige und kalkige Sedimente zutage, die während der Lias (Unterjura) abgelagert wurden.
Nachbargemeinden von Montdoré sind Selles im Norden, Alaincourt und Vauvillers im Osten, Melincourt, Polaincourt-et-Clairefontaine und Hurecourt im Süden sowie Demangevelle und La Basse-Vaivre im Westen.

## Geschichte
Das Gebiet um Montdoré war bereits in prähistorischer Zeit besiedelt. Die frühesten Zeugnisse der Anwesenheit des Menschen stammen aus dem Neolithikum. Im Weiteren wurde ein Gräberfeld aus der Merowingerzeit entdeckt.
Erstmals urkundlich erwähnt wird Montdoré im 12. und 13. Jahrhundert unter den Bezeichnungen Onormont und Onormons. Im Mittelalter gehörte Montdoré zur Freigrafschaft Burgund und darin zum Gebiet des Bailliage d’Amont. Auf dem Hügel von Montdoré befand sich eine Burg, die in der zweiten Hälfte des 17. Jahrhunderts zerstört wurde. Das Kloster Clairefontaine hatte ebenfalls Grund- und Güterbesitz im Ort. Zusammen mit der Franche-Comté gelangte das Dorf mit dem Frieden von Nimwegen 1678 definitiv an Frankreich.

## Sehenswürdigkeiten

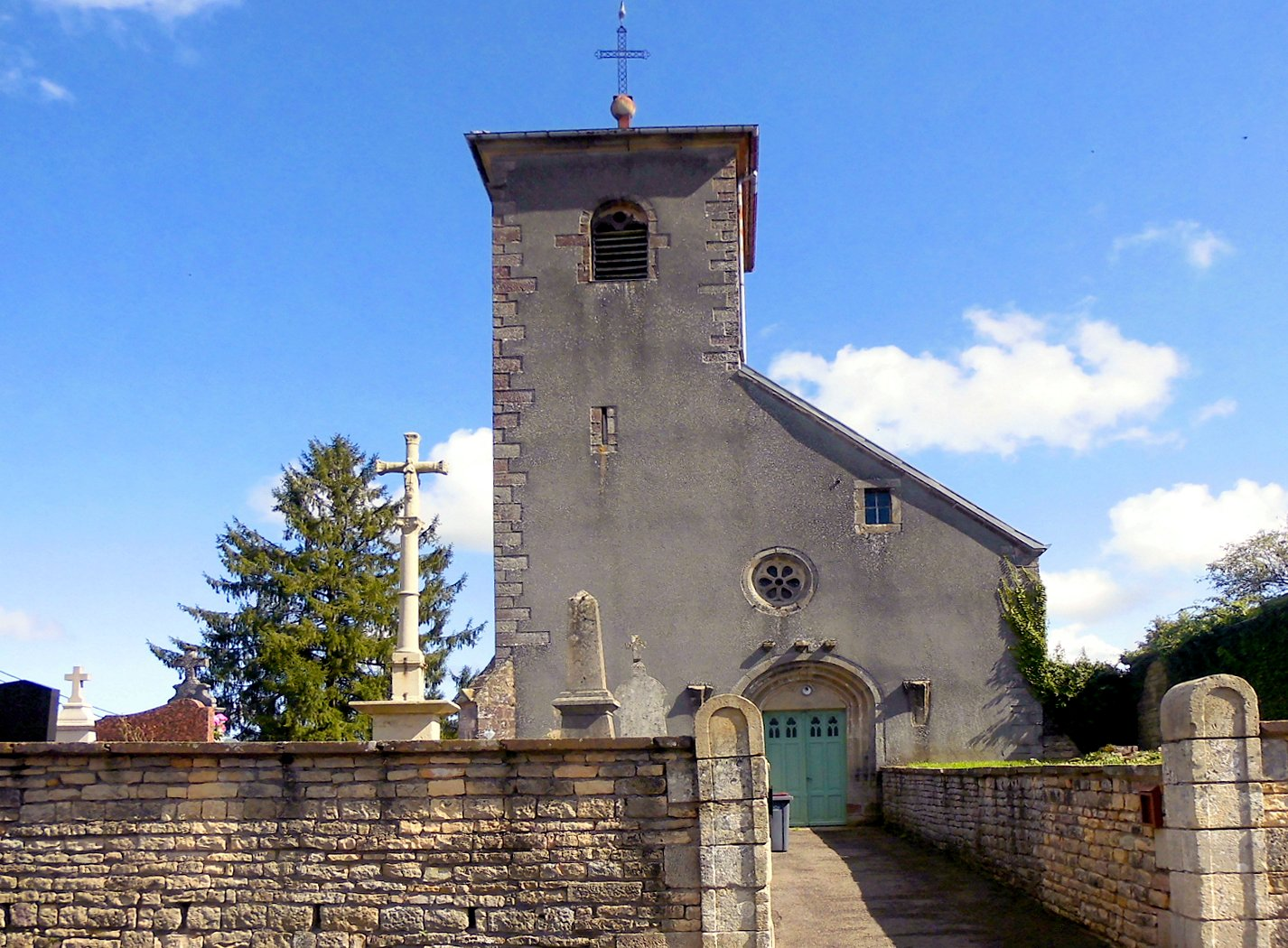
Kirche Saint-Martin

Die Kirche Saint-Martin stammt aus dem 15. und 16. Jahrhundert und ist als Monument historique klassiert. Zur wertvollen Ausstattung gehören ein polygonales Taufbecken (16. Jahrhundert), der reich skulptierte Altar (17. Jahrhundert) sowie Kanzel und Statuen (18. Jahrhundert).
Auf dem Hügel steht eine Statue der Heiligen Jungfrau. Zu den weiteren Sehenswürdigkeiten zählen mehrere Kalvarienberge und verschiedene Häuser aus dem 17. bis 19. Jahrhundert, die den traditionellen Stil der Haute-Saône zeigen. Eine im Wald von Rieppe an einer Eiche befestigte Marienstatue (16 cm hoch) wurde von der Borke umwachsen.

## Bevölkerung
| Jahr                       | 1962 | 1968 | 1975 | 1982 | 1990 | 1999 | 2006 |
| Einwohner                  | 74   | 73   | 75   | 72   | 92   | 64   | 69   |
| Quellen: Cassini und INSEE |      |      |      |      |      |      |      |

Mit 70 Einwohnern (1. Januar 2022) gehört Montdoré zu den kleinsten Gemeinden des Département Haute-Saône. Nachdem die Einwohnerzahl in der ersten Hälfte des 20. Jahrhunderts deutlich abgenommen hatte (1881 wurden noch 285 Personen gezählt), wurden seit Beginn der 1960er Jahre nur noch relativ geringe Schwankungen verzeichnet.

## Wirtschaft und Infrastruktur
Montdoré ist noch heute ein vorwiegend durch die Landwirtschaft (Ackerbau, Weinbau und Viehzucht) und die Forstwirtschaft geprägtes Dorf. Außerhalb des primären Sektors gibt es nur wenige Arbeitsplätze im Ort. Viele Erwerbstätige sind deshalb Wegpendler, die in den größeren Ortschaften der Umgebung ihrer Arbeit nachgehen.
Die Ortschaft liegt abseits der größeren Durchgangsachsen, ist aber von der Hauptstraße D417, die von Luxeuil-les-Bains via Vauvillers nach Bourbonne-les-Bains führt, leicht erreichbar. Weitere Straßenverbindungen bestehen mit Alaincourt und Hurecourt.